# Proč
Proč (maďarsky Porócs, do roku 1907 Prócs) je obec na Slovensku, v okrese Prešov v Prešovském kraji. V obci žije 402 obyvatel. V roce 2011 zde žilo 449 obyvatel.

## Geografie
Obec leží na jižních svazích Nízkých Beskyd v údolí vodního toku Ladianka přítoku řeky Sekčov. Území tvoří mírně zvlněná pahorkatina, v severní a severozápadní části je mírně členité. Nadmořská výška se pohybuje v rozmezí 400 až 642 m, střed obce je ve výšce 480 m n. m. V západní části obce je nejvyšší bod území vrch Haľagoš (642 m n. m.). Povrch území tvoří vrstvy terciérních flyšů a kvartérních svahových hlín.

## Sousední obce
Sousedními obcemi jsou na severu Dukovce, na východě a jihovýchodě Pušovce, na jihu Čelovce, na jihozápadě Šarišská Trstená a na západě Chmeľovec.

## Historie
První písemná zmínka o obci pochází z roku 1423, kde je uvedena jako Procz. Další historické názvy jsou Prochfalua z roku 1427, Procž z roku 1773, Procsch z roku 1786 a od roku 1920 je uváděná jako Proč; maďarsky Procs, Pórocs. V době první zmínky byla obec součástí panství Chmeľovec, později byla majetkem zemanské vrchnosti. V roce 1427 platila daň z devíti port. V roce 1600 na území obce bylo 14 osídlených poddanských domů a zemanská kúria. V roce 1787 žilo v 22 domech 199 obyvatel a v roce 1828 zde žilo v 28 domech 226 obyvatel, jejich hlavní obživou bylo zemědělství. V letech 1850 až 1880 se mnoho obyvatel vystěhovalo.
V letech 1918–1919 patřila obec v župě Sáros k Uherskému království a poté k Československu, respektive k dnešnímu Slovensku.

## Znak
Blason: v modrém štítu stříbrný kostel se zlatou střechou a věžičkou se stříbrným křížem a nad ním stříbrná heraldická lilie Panny Marie.
Kostel ve znaku připomíná starou stavbu kostelíku, která byla zbořena a na jejím místě v roce 1925 byl postaven kostel nový. Bílá lilie představuje patrona obce Pannu Marii.